# Klughammer (Pfatten)

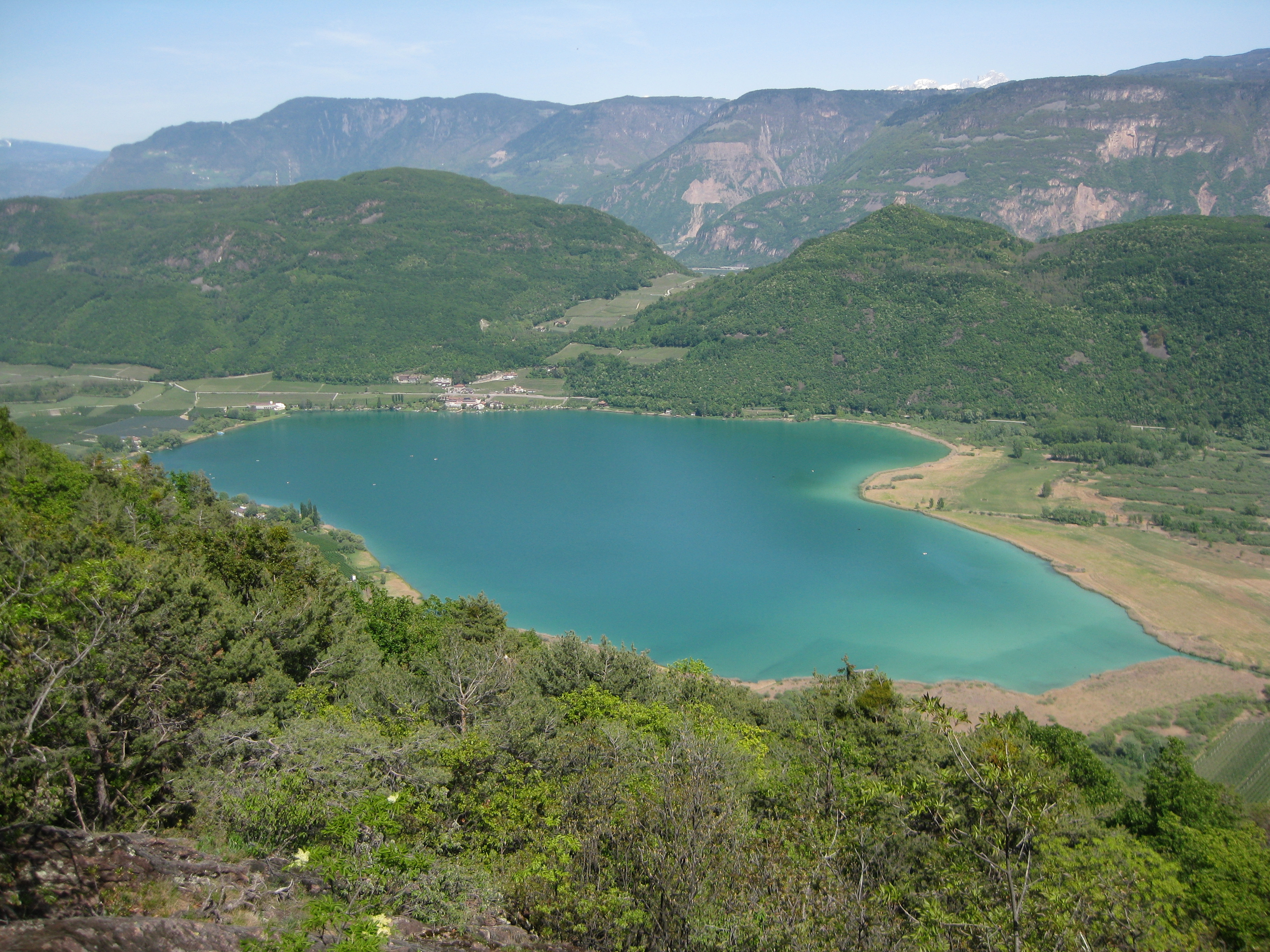
Blick von Altenburg zum Kalterer See: Klughammer ist die kleine Häusergruppe am hinteren Seeufer.

Klughammer ist eine Ortschaft der Gemeinde Pfatten im Überetsch in Südtirol. Die Kleinsiedlung befindet sich am nordöstlichen Ufer des Kalterer Sees. Direkt hinter Klughammer ragt der Höhenzug des Mitterbergs auf, über den der Kreiter Sattel einen Übergang zum Talboden des Etschtals bzw. Unterlands vermittelt. Die nächstgelegene Siedlung ist am gegenüberliegenden Ufer St. Josef am See, das allerdings – wie auch der gesamte Kalterer See – zur Nachbargemeinde Kaltern gehört.
Klughammer ist heute stark touristisch geprägt. Der einzige historische Bau der Ortschaft ist der teils Renaissance-Charakter aufweisende Ansitz Klughammer.